# Brama forteczna w Drezdenku

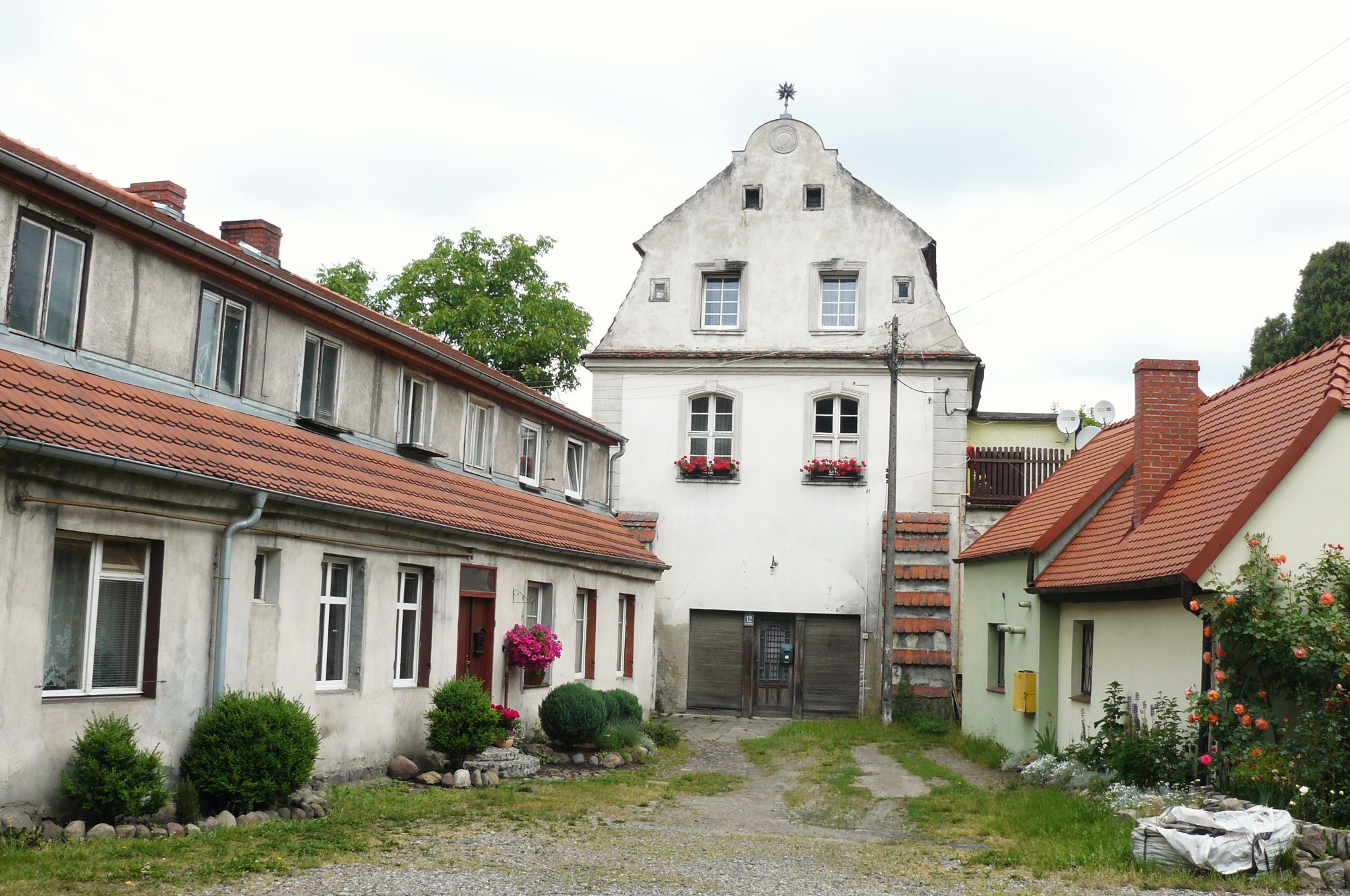
Widok z wnętrza twierdzy

Brama forteczna w Drezdenku – brama forteczna zlokalizowana w Drezdenku przy placu Wolności 12. Stanowi pozostałość fortyfikacji dawnej twierdzy drezdeneckiej i powstała niedługo po połowie XVII wieku w miejscu wcześniejszego nadszańca.
Dwukondygnacyjny obiekt pełni obecnie funkcję budynku mieszkalnego, co ma miejsce od 1763, kiedy to w związku z likwidacją fortyfikacji bramę przebudowano, dodając kondygnację poddasza, nakrytą dachem mansardowym. Wejście na drugą kondygnację możliwe jest z poziomu wału, co było rozwiązaniem funkcjonalnym dla żołnierzy pełniących wartę (na tym poziomie znajdowały się izby socjalne). Budynek zdobią dekoracje (pilastry i obramienia okienne), z których część (cztery pilastry od strony tylnej) na pewno pochodzi z okresu budowy bramy.
W bezpośrednim sąsiedztwie bramy znajduje się Muzeum Puszczy Drawskiej i Noteckiej.